# Міа Гот
Мія Джіпсі Мелло да Сільва Ґот (англ. Mia Gypsy Mello da Silva Goth; нар. 30 листопада 1993, Саутуарк, Лондон, Англія, Велика Британія) — британська акторка та модель.

## Ранні роки
Народилася у Лондоні. У дитинстві переїхала на батьківщину матері до Бразилії. Міа — онука бразильської акторки Марії Гледіс. А її дідусь по материнській лінії — американський художник, музикант та фотограф Лі Яффе. У 12 років Міа повернулася в Англію, а в 13 років була помічена агентом «Storm Model Management» і розпочала кар'єру моделі. Вона знімалася в рекламі VOGUE, PRADA та ін.

## Кар'єра
Дебютувала на телебаченні у 2013 році у серіалі «Тонель». Потім виконала роль Пі у другій частині фільму «Німфоманка». У 2015 році була номінована на "Премію британського незалежного кіно" у категорії «Найкращий дебют» за головну роль у фільмі "Фахівець з виживання". У 2017 році вийшов новий фільм за її участю — «Ліки від здоров'я».
29 листопада 2018 року в прокат вийшов містичний трилер "Суспірія", ремейк однойменного фільму 1977 Даріо Ардженто. Міа Ґот виконала у стрічці роль Сари. До фільмування у «Суспірії» акторка ніколи не займалася танцями, тому підготовка до ролі далася їй нелегко: вона займалася по 10 годин 6-7 днів на тиждень. У 2019 році за роль у цьому фільмі Міа отримала премію "Незалежний дух" у категорії «Приз Роберта Олтмена».

## Особисте життя
Після знайомства на фільмуванні стрічки «Німфоманка» у 2012 році Ґот почала зустрічатися з актором Шаєю Лабафом. 10 жовтня 2016 відбулася весільна церемонія в Лас-Вегасі, проведена наслідувачем Елвіса Преслі. Через два дні місцеві органи повідомили, що їхній шлюб нелегітимний, проте Лабаф у тому ж місяці підтвердив, що він має юридичну силу. У вересні 2018 стало відомо, що Ґот та Лабаф подали на розлучення. У березні 2020 року пара возз'єдналася. У лютому 2022 року з'явилося повідомлення, що Ґот вагітна.

## Фільмографія

### Фільми
| Рік  |    | Українська назва                    | Оригінальна назва              | Роль         |
| ---- | -- | ----------------------------------- | ------------------------------ | ------------ |
| 2013 | ф  | Німфоманка                          | Nymphomaniac                   | Пі           |
| 2014 | кф | Необмежене майбутнє: Привид кохання | Future Unlimited: Haunted Love | дівчина      |
| 2014 | кф | Сорока                              | Magpie                         | дівчина      |
| 2015 | ф  | Спеціаліст з виживання              | The Survivalist                | Мілія        |
| 2015 | кф | Суб'єктивна реальність              | Subjective Reality             | модель       |
| 2015 | ф  | Еверест                             | Everest                        | Мег Везерс   |
| 2016 | ф  | Ліки від щастя                      | A Cure for Wellness            | Ганна        |
| 2017 | ф  | Оселя тіней                         | Marrowbone                     | Джейн        |
| 2018 | ф  | Суспірія                            | Suspiria                       | Сара         |
| 2018 | ф  | На висоті                           | High Life                      | Бойс         |
| 2019 | кф | Нерішуча                            | The Staggering Girl            | молода Софія |
| 2020 | ф  | Емма                                | Emma                           | Ґаррієт Сміт |
| 2021 | ф  | Сигнал лиха                         | Mayday                         | Марша        |
| 2022 | ф  | X                                   | X                              | Максін       |
| 2022 | ф  | Перл                                | Pearl                          | Перл         |
| 2023 | ф  | Нескінченний басейн                 | Infinity Pool                  | Ем Фостер    |
| 2024 | ф  | МаXXXін                             | MaXXXine                       | Максін       |
| 2025 | ф  | Франкенштейн                        | Frankenstein                   | Елізабет     |
| 2026 | ф  | Одіссея                             | The Odyssey                    |              |

### Телебачення
| Рік  |   | Українська назва | Оригінальна назва | Роль                                          |
| ---- | - | ---------------- | ----------------- | --------------------------------------------- |
| 2013 | с | Туннель          | The Tunnel        | Софі Кемпбелл (3 епізоди)                     |
| 2016 | с | Валландер        | Wallander         | Ганна Гельмквіст (Епізод: «A Lesson in Love») |

### Сценарист, продюсер
| Рік  | Назва   | Сценарист | Продюсер   |
| ---- | ------- | --------- | ---------- |
| 2022 | Перл    | Так       | виконавчий |
| 2024 | МаXXXін | Ні        | Так        |

## Нагороди і номінації
| Нагорода                          | Рік  | Категорія                  | Робота | Результат | Пос.   |
| --------------------------------- | ---- | -------------------------- | ------ | --------- | ------ |
| Асоціація кінокритиків Остіна     | 2022 | Найкраща акторка           | Перл   | Номінація | [ 15 ] |
| Асоціація кінокритиків Сент-Луїса | 2022 | Найкраща акторка           | Перл   | Номінація | [ 16 ] |
| Асоціація кінокритиків Чикаго     | 2022 | Найкраща акторка           | Перл   | Номінація | [ 17 ] |
| Голлівудський креативний альянс   | 2022 | Найкраща акторка           | X      | Номінація | [ 18 ] |
| Кінофестиваль у Сіджасі           | 2022 | Найкраща акторка           | Перл   | Перемога  | [ 19 ] |
| Премія Брема Стокера              | 2022 | Найкращий сценарій         | Перл   | Номінація | [ 20 ] |
| MTV Movie & TV Awards             | 2022 | Найбільш лякаюче виконання | X      | Номінація | [ 21 ] |